# Comté de Sarrebruck
1080–1391
Entités suivantes :
- Nassau-Sarrebruck

Le comté de Sarrebruck (en allemand Grafschaft Saarbrücken) est un ancien État du Saint-Empire romain germanique dont la capitale était Sarrebruck. Créé en 1080 comme État vassal de l'évêché de Metz, il fut démembré au XIVe siècle pour former entre autres le comté de Deux-Ponts (d'où le comté de Deux-Ponts-Bitche). La succession comtale passa de la première Maison de Sarrebruck (cf. le tableau ci-dessous) à leurs descendants des maisons de Broyes-Commercy à partir du comte Simon IV (II ou III de Commercy, issu des seigneurs de Broyes ; né avant 1247-† 1308), comte de Sarrebruck à la mort de sa mère Mahaut en 1276), puis de Nassau-Weilbourg-Sarrebruck à partir de 1381.
Annexé par la France en 1801, il devient une partie du département Français de la Sarre puis fut rattaché au royaume de Prusse en 1814. Occupée par la France de 1919 à 1935 puis 1946 à 1957, il est aujourd'hui intégré au Land Sarre (Saarland).

## Les premiers comtes de Sarrebruck, comtes enSaargau
Comme on le voit sur ce tableau, les comtes de Deux-Ponts (Zweibrücken) et la deuxième maison des seigneurs/comtes de Linange (Leiningen ; d'où les Linange comtes de Dabo, Leiningen-Dagsbourg), sont deux branches cadettes des premiers comtes de Sarrebruck. Une autre branche cadette a très probablement donné les comtes de Frankenbourg (puis de Werd), sans doute issus de Sigebert II de Sarrebruck ci-dessus.
Quant à la femme de Simon Ier, Mechtild (Mathilde), il semble qu'elle soit fille du comte Meynard/Méginhard de Sponheim (vers 1085-1135) et de Mathilde de Mörsberg, elle-même fille d'A(da)lbert de Nellenbourg (vers 1070/1080-1125), comte de Mörsberg, et de Mathilde/Norine de Montbéliard dame, en Alsace, du Mörsberg/Morimont (à Oberlarg, Haut-Rhin) et, en Lorraine, de Marimont (Moselle ; avec un dédoublement castral à Marimont (Bourdonnay) ?), Lindre (cf. -Basse, -Haute) et Sarreguemines. Elle était fille de Thierry Ier comte de Montbéliard (Mömpelgard), fils de Louis de Mousson. Le Morimont alsacien vient de la maison de Montbéliard – comme le comté de Ferrette ; les fiefs lorrains viennent des ducs de Haute-Lotharingie de la maison d'Ardenne-Bar, la mère du comte Thierry Ier étant Sophie de Lorraine-Bar : or les anciens ducs de Haute-Lorraine étaient avoués de l'abbaye de Saint-Denis pour des domaines importants en val de Sarre ou en val de Seille, dont ces domaines lorrains, qui passent donc aux Sarrebruck puis à leurs descendants Sarrebruck-Deux-Ponts et Sarrebruck-Deux-Ponts-Bitche. Albert/Adalbert de Nellenburg (vers 1070-vers 1125), sans doute fils du comte Eberhard VII et cousin de l'évêque de Trèves Bruno(n) von Bretten ou von Lauffen (1102-1124), était issu de la puissante famille des comtes de Nellenburg à Stockach, actifs en Souabe au nord-ouest du lac de Constance et en Suisse septentrionale (vers Schaffhouse, Winterthour) ; il était avoué (Vogt) des monastères Allerheiligen in Schaffhausen (Schaffhouse, Suisse) et de Pfaffen-Schwabenheim près de Bad Kreuznach (Rhénanie-Palatinat), comte de Dill (Rhénanie-Palatinat), de Mörsberg (le Morimont de Haute-Alsace) et de Mörsburg à Winterthour. Curieusement, sont ainsi associés plusieurs Morimont/Marimont/Mörsberg, qui portent le même toponyme (indépendamment les uns des autres , ou par diffusion d'un même nom originel ?) : Mörsburg (Winterthur), Mörsberg/Morimont (Haut-Rhin) et Marimont (Moselle) ! Veuve du comte Meginhard, Mathilde de Mörsberg se remaria avec Adalbert/Albert Ier (avant 1080-1151) comte de Kyburg et Dillingen, et finit, veuve à nouveau, nonne à Neresheim le 12 mars 1152 : ses fils Adalbert II et Hartmann III (1137-1180) succèdent à Kyburg et Dillingen.

## La maison de Broyes-Commercy
- 1276 : Simon IV de Sarrebruck, II ou III de (Broyes)-Commercy (voir plus haut ; né avant 1247-† 1308) tenait Sarrebruck de sa mère Mathilde/Mahaut de Sarrebruck, † 1276, fille du comte Simon III de Sarrebruck, lui-même fils du comte Simon II ; veuve de Simon (II) (de Broyes)-Commercy, elle se remaria avec Amédée III de Montfaucon, † 1280, d'où la suite des seigneurs de Montfaucon puis des comtes de Montbéliard.
- Le premier mari de Mahaut, Simon (II) (de Broyes)-Commercy, † vers 1247/1248, le père donc du comte Simon IV de Sarrebruck, était le fils aîné de Gaucher Ier – seigneur de Commercy et de Montrivel, marié à sa cousine Agnès fille d'Henri de Fouvent – et le petit-fils de Simon II de Broyes (Simon Ier de Commercy), aussi seigneur du Montrivel qui domine Champagnole : château et seigneurie venus de sa femme Nicole de Traves ou de Salins. Alors que le fils aîné de Simon II-Ier, Hugues IV de Broyes, avait continué les sires de Broyes, le cadet < Gaucher Ier, avait poursuivi les sires de Commercy dans la Meuse, que la maison de Broyes tenait depuis le mariage des parents de Simon II : en effet, Hugues III de Broyes avait épousé Stéphanie de Bar (-le-Duc) dame de Commercy en 1144. Cependant Simon (II) de Commercy, comte héritier de Sarrebruck par sa femme Mahaut, n'avait pas vraiment hérité de Commercy – sauf peut-être des droits secondaires – qui était allé en fait à son frère cadet Gaucher II. Probablement titulaire de certains droits par son père Simon (II), Simon IV semble plutôt hériter l'essentiel de Commercy de sa première femme, Élisabeth/Marguerite de Broyes, mal connue mais qu'on suppose – en tant que fille ou petite-fille de Gaucher II ? – dame de Commercy : elle serait donc cousine de son mari Simon IV.
- 1308 : Après Simon IV vint leur fils Jean Ier, † vers 1342, comte de Sarrebruck et seigneur de Commercy, époux de Mahaut/Mathilde fille de Gobert VII d'Apremont. Ils furent les parents de < Simon (V) comte héritier de Sarrebruck et seigneur (Simon III ou IV) de Commercy-Château-Bas ("part de Sarrebruck"), dit aussi Simon Ier ou II de Sarrebruck-Commercy, † 1325 bien avant son père ; sa femme était Marguerite fille de Louis Ier de Savoie-Vaud ; son frère cadet Jean II, père de Jean III, continua les damoiseaux de Commercy-Château-Haut, qui hériteront ensuite des comtés de Braine et de Roucy, avec les seigneuries d'Encre, Montmirel, La Ferté-Gaucher
- ~1342 : Jean II de Sarrebruck-(IV de Commercy), † vers 1381, fils de Simon (V) et petit-fils de Jean Ier, épousa Gillette/Gille fille de Pierre Ier de Bar sire de Pierrefort
- ~1381 : leur fille Jeanne (vers 1330-1381), x 1353 Jean Ier de Nassau-Weilbourg (1309-1371). < leur fils, Philippe Ier de Nassau-Weilbourg, hérita Sarrebruck et Commercy-Château-Bas de sa mère Jeanne et de son grand-père maternel Jean II-IV en 1381, et après lui ses descendants Nassau-Weilbourg (le comté de Sarrewerden venant s'ajouter en 1527).